# Manifiesto por la Igualdad y la Participación de la Mujer en el Deporte
El Manifiesto por la Igualdad y la Participación de la Mujer en el Deporte es un manifiesto presentado en 2009 en España con el objetivo de ayudar a superar los obstáculos a los que se enfrentan las mujeres y que dificultan conseguir la igualdad efectiva. Promovido por el Consejo Superior de Deportes en el marco del Plan integral de promoción del deporte y la actividad física, con el apoyo del Instituto de la Mujer, el manifiesto parte de los principios incluidos en la Declaración de Brighton sobre la mujer y el deporte, hoja de ruta a nivel internacional en materia de mujer y deporte aprobada en 1994 en una reunión celebrada en Brighton organizada por el Consejo Británico de Deportes con el apoyo del Comité Olímpico Internacional para examinar cómo acelerar el proceso de cambio para rectificar los desequilibrios que enfrentan a las mujeres al participar en el deporte.

## Presentación del manifiesto
La presentación del manifiesto se realizó el 29 de enero de 2009. En el acto conducido por la periodista María Escario participaron mujeres relacionadas con el mundo del deporte español como Edurne Pasabán, Marta Domínguez, María José Rienda, Mayte Martínez, Andrea Fuentes, Teresa Perales.
El acto fue iniciado con un homenaje a la tenista Lili Álvarez, la primera mujer española que participó en unos juegos olímpicos. La directora del Instituto de la Mujer Rosa Peris señaló que "las deportistas han hecho de la rebeldía su seña de identidad" e invitó a personas y organizaciones a adherirse al mismo.

## Antecedentes y contexto

### Internacional
Los datos de los estudios reflejan que todavía existen diferencias importantes en cuanto a la participación y representación femenina en las distintas esferas del deporte.
En el contexto internacional recogen el compromiso para luchar contra la desigualad entre hombres y mujeres la Carta de las Naciones Unidas, la Declaración Universal de los Derechos Humanos y la Convención de las Naciones Unidas sobre la eliminación de todas las formas de discriminación contra las mujeres.

### España
En marzo de 2004 se crea la Comisión de Mujer e Igualdad de Género del Comité Olímpico Español.
En marzo de 2005 se crea el programa "Mujer y Deporte" a partir de la Orden PRE/525/2005, de 7 de marzo, por el que se adoptan medidas para favorecer la igualdad entre mujeres y hombres. El punto 6 se refiere a medidas específicas sobre mujer y deporte:
- 6.1 Se acuerda crear, dentro del Consejo Superior de Deportes, una unidad con carácter permanente para desarrollar el programa «Mujer y Deporte».
- 6.2 Igualmente, a través del Consejo Superior de Deportes se subvencionará a la Comisión Mujer y Deporte del Comité Olímpico Español.
- 6.3 Se acuerda la firma de un convenio entre el Consejo Superior de Deportes y el Instituto de la Mujer para promover el deporte femenino.
- 6.4 Se encomienda al Consejo Superior de Deportes que en todas las campañas o exposiciones para el fomento del deporte se aplique el principio de paridad.
- 6.5 Se acuerda que el Consejo Superior de Deportes promueva estudios de investigación, análisis y estadísticas dirigidos a fomentar la igualdad de género en el deporte.

Desde el año 2006, existen subvenciones específicas para promocionar la equidad de género en el deporte y son muchas las Federaciones deportivas que se han acogido a estas ayudas para incorporar la visión de género con una comisión propia de mujer y deporte.
En marzo de 2007 se aprueba la Ley para la igualdad efectiva entre mujeres y hombres que abunda en la necesidad de trabajar en los diferentes ámbitos para eliminar la desigualdad.
En 2009, se presenta el Manifiesto por la Igualdad y la Participación de la mujer en el deporte. Cuando se presenta el manifiesto sólo el 18 por ciento de las personas federadas en España son mujeres y sólo el 10 por ciento ocupan cargos de responsabilididad en las federaciones.

## El manifiesto

### Preámbulo
El manifiesto en su preámbulo denuncia la realidad española y plantea los retos:
La adscripción que las actividades físicas y el deporte han tenido y tienen al rol social masculino, la peculiaridad de las estructuras que sustentan el deporte, así como las diferencias en la ocupación del tiempo de ocio, la estructura familiar y laboral, los modelos educativos, los estereotipos sociales de género, etc., inciden en el desequilibrio todavía existente y mantienen barreras ocultas que dan lugar a un verdadero techo de cristal para las mujeres en el ámbito deportivo. Es fundamental promover la equidad en el deporte, teniendo en cuenta las diferencias existentes entre mujeres y hombres, pero sin que éstas limiten sus posibilidades.
Queremos un futuro con más mujeres que gocen del deporte y de los beneficios que éste conlleva, así como un mayor número de mujeres implicadas en todos los aspectos de la actividad física y el deporte: la dirección y la gestión, el entrenamiento, el arbitraje, el periodismo, la formación, la investigación y la práctica deportiva.

### Iniciativas
El documento plantea las siguientes iniciativas:
- Utilizar las posibilidades que ofrece el deporte como vehículo de formación de las personas y como transmisor de valores, con el fin de superar prejuicios y estereotipos que impiden a las mujeres y a los hombres desarrollarse según sus expectativas personales y su potencial individual.
- Incluir la perspectiva de género en las políticas de gestión de la actividad física y el deporte para garantizar la plena igualdad de acceso, participación y representación de las mujeres, de todas las edades y condición, en todos los ámbitos y a todos los niveles: como practicantes, gestoras, dirigentes, entrenadoras, técnicas, árbitras, juezas, periodistas e investigadoras.
- Introducir el Principio de Igualdad de Oportunidades como una máxima de calidad en la gestión dentro de la responsabilidad social corporativa de todas aquellas instituciones o entidades relacionadas con la actividad física y el deporte.
- Facilitar el acceso y promoción de las mujeres en el deporte de competición, favoreciendo su incorporación y reconocimiento deportivo y social en el alto rendimiento y posibilitando la conciliación de su formación académica, desarrollo personal y profesional.
- Fomentar el empleo de estrategias coeducativas en el ámbito escolar y deportivo, así como contextos de participación y práctica que faciliten la incorporación de chicas y de chicos a todo tipo de actividades como hábito permanente.
- Asegurar la formación con perspectiva de género de los y las profesionales de la actividad física y del deporte, de acuerdo con las exigencias que establece la normativa legal vigente para los diferentes niveles: universitario, formación profesional, enseñanzas técnicas y cursos de formación permanente.
- Promover la investigación en materia de mujer y deporte con el fin de que sirva de apoyo a políticas de igualdad efectivas en el deporte, así como para la aplicación de programas y elaboración de herramientas y otros materiales que permitan avanzar hacia una actividad física y deportiva cada vez más equitativa.
- Apoyar la formación de redes y equipos multidisciplinares en el ámbito deportivo donde los/las profesionales expertos/as en igualdad y en deporte intercambien sus conocimientos y experiencias para favorecer la igualdad y eliminar las barreras que aún la dificultan.
- Reflejar en los medios de comunicación una imagen positiva de las mujeres en el deporte, diversificada, exenta de estereotipos de género y como modelos de éxito personal, profesional y social.
- Alentar a patrocinadores para que apoyen el deporte femenino en su conjunto y los programas que potencien la práctica deportiva de las mujeres.
- Establecer desde el ámbito de la actividad física y el deporte líneas coordinadas de actuación entre instituciones y organismos nacionales e internacionales que se ocupan de promover la igualdad entre mujeres y hombres, con el fin de optimizar los programas y las acciones.

## Datos
- La presencia de la mujer en la prensa deportiva es notablemente inferior a la del hombre. En concreto, la mujer tan solo aparece en un 5 por ciento de los casos, mientras que el hombre lo hace en más de un 92 por ciento, según una investigación de la Universidad Carlos III de Madrid de 2014.[7]
- Entre las pioneras de la historia del deporte femenino en España se encuentran María Luisa Vigo, María Aumacellas, Lourdes Artime, Maruca Allones, Margot Moles, Margarita de Miguel, Lilí Álvarez, Pepa Chávarri, Bella Dutton, María Luisa Hagmaier, las hermanas Castelltort, Aurora Villa, Ana Tugas, Carmen Soriano, Faustina Valladolid y Paquita Morales.[8]